# Класификација за најбољег младог возача на Тур де Франсу
Класификација за најбољег младог возача на Тур де Франсу једна је од другостепених класификација на једној од гранд тур трка — Тур де Франсу, заједно са брдском и класификацијом по поенима. Уколико је исти возач лидер у брдској и класификацији за најбољег младог возача, предност има брдска класификација. Класификација је уведена 1975. и током година је више пута мењана. Правила нису дозвољавала најискуснијим возачима да учествују у рангирању. Некад је било одређено бројем година, некад тиме да ли је тај возач возио Тур де Франс раније или да ли је професионалац дуже од две године.
Задњих година, у класификацији учествују само млађи од 25 година, а систем је исти као и у генералном пласману, сабира се време на крају сваке етапе и возач са најбољим временом, који има испод 25 година је лидер класификације.

## Историја
Од 1968. до 1985. на Тур де Франсу се додељивала бела мајица, али за класификацију комбинације (сабира се учинак у осталим класификацијама), али 1975. је укинута и замењена класификацијом за најбољег младог возача. У класификацији су учествовали сви возачи који су минимум три године професионалци, користећи систем који се користи у генералном пласману. Лидер класификације је носио белу мајицу.
Правила су промењена 1983. и само возачи који учествују први пут на Тур де Франсу су се такмичили у класификацији. Правила су промењена опет 1987. и у класификацији су се такмичили сви возачи млађи од 26 година.
Од 1989. до 1999. бела мајица се није додељивала, али класификација се рачунала, мајица је враћена 2000.
Године 1997. класификација је преименована у „Сувенир Фабио Касартели“.
Тадеј Погачар је освојио класификацију 2020, 2021, 2022. и 2023. чиме је постао рекордер са четири победе, срушивши рекорд који су држали Јан Улрих и Анди Шлек, са по три победе. Погачар је носио бијелу мајицу на укупно 75 етапа, од чега на 72 заредом, од етапе 13 на трци 2020. до краја трке 2023. по чему је рекордер.

## Победници Тур де Франса и класификације
Седам пута је возач који је освојио Тур де Франс, освојио и класификацију за најбољег младог возача:
- Лоран Фињон 1983.
- Јан Улрих 1997.
- Алберто Контадор 2007.
- Анди Шлек 2010.
- Еган Бернал 2019.
- Тадеј Погачар 2020.
- Тадеј Погачар 2021.

Наиро Кинтана (2013) и Тадеј Погачар (2020. и 2021) су једини бициклисти који су освојили брдску класификацију и класификацију за најбољег младог возача исте године. Погачар је једини возач који је освојио Тур, брдску и класификацију за најбољег младог возача исте године двапут, а такође, једини је возач који је освојио Тур и класификацију за најбољег младог возача двапут.

## Победници
Победници класификације за најбољег младог возача.
- 2025.  Флоријан Липовиц
- 2024.  Ремко Евенепул
- 2023.  Тадеј Погачар
- 2022.  Тадеј Погачар
- 2021.  Тадеј Погачар
- 2020.  Тадеј Погачар
- 2019.  Еган Бернал
- 2018.  Пјер Латур
- 2017.  Сајмон Јејтс
- 2016.  Адам Јејтс
- 2015.  Наиро Кинтана
- 2014.  Тибо Пино
- 2013.  Наиро Кинтана
- 2012.  Тиџеј ван Гардерен
- 2011.	 Пјер Ролан
- 2010.	 Анди Шлек
- 2009.	 Анди Шлек
- 2008.	 Анди Шлек
- 2007.	 Алберто Контадор
- 2006.	 Дамијано Кунего
- 2005.	 Јарослав Попович
- 2004.	 Владимир Карпец
- 2003.	 Денис Мењшов
- 2002.	 Иван Басо
- 2001.	 Оскар Севиља
- 2000.	 Франсиско Мансебо
- 1999.	 Беноа Салмон
- 1998.	 Јан Улрих
- 1997.	 Јан Улрих
- 1996.  Јан Улрих
- 1995.	 Марко Пантани
- 1994.	 Марко Пантани
- 1993.	 Антонио Мартин
- 1992.	 Еди Баувманс
- 1991.	 Алваро Мехиа
- 1990.	 Жил Делион
- 1989.	 Фабрис Филипо[н. 1]
- 1988.  Ерик Брекинк
- 1987.  Раул Алкала
- 1986.	 Ендру Хампстен
- 1985.	 Фабио Пара
- 1984.	 Грег Лемонд
- 1983.	 Лоран Фињон
- 1982.	 Фил Андерсон
- 1981.	 Питер Винен
- 1980.  Јохан ван дер Велде
- 1979.	 Жан Рене Бернодо
- 1978.	 Хенк Лубердинг
- 1977.	 Дитрих Турау
- 1976.	 Енрике Мартинез
- 1975.  Франческо Мозер

### Вишеструки победници
| Позиција | Име           | Држава     | Број победа | Године                 |
| -------- | ------------- | ---------- | ----------- | ---------------------- |
| 1        | Тадеј Погачар | Словенија  | 4           | 2020, 2021, 2022, 2023 |
| 2        | Јан Улрих     | Немачка    | 3           | 1996, 1997, 1998       |
| 2        | Анди Шлек     | Луксембург | 3           | 2008, 2009, 2010       |
| 3        | Марко Пантани | Италија    | 2           | 1994, 1995             |
| 3        | Наиро Кинтана | Колумбија  | 2           | 2013, 2015             |

### По државама
| Позиција | Држава     | Број бициклиста који су победили | Број победа |
| -------- | ---------- | -------------------------------- | ----------- |
| 1.       | Француска  | 8                                | 8           |
| 2.       | Италија    | 4                                | 5           |
| 2.       | Холандија  | 5                                | 5           |
| 2.       | Шпанија    | 5.                               | 5           |
| 2.       | Колумбија  | 4                                | 5           |
| 2.       | Немачка    | 3                                | 5           |
| 7.       | Словенија  | 1                                | 4           |
| 8.       | Луксембург | 1                                | 3           |
| 8.       | САД        | 3                                | 3           |
| 10.      | Русија     | 2                                | 2           |
| 10.      | УК         | 2                                | 2           |
| 12.      | Аустралија | 1                                | 1           |
| 12.      | Мексико    | 1                                | 1           |
| 12.      | Украјина   | 1                                | 1           |
| 12.      | Белгија    | 1                                | 1           |